# Break in the Circle
Break in the Circle es una película británica de 1955 dirigida por Val Guest y protagonizada por Forrest Tucker, Eva Bartok, Marius Goring y Guy Middleton. Un aventurero es contratado por un millonario alemán para ayudar a un científico polaco a huir a Occidente.
Doreen Carwithen compuso la canción para la película.

## Reparto
- Forrest Tucker – Capitán Skip Morgan
- Eva Bartok – Lisa
- Marius Goring – Barón Keller
- Guy Middleton – Alcalde Hobart
- Eric Pohlmann – Emile
- Arnold Marlé – Profesor Pal Kudnic
- Fred Johnson – Agente jefe Farquarson
- David King-Wood – Coronel Patchway
- Reginald Beckwith – Dusty
- Guido Lorraine – Franz
- André Mikhelson – Matón ruso
- Stanley Zevic – Matón ruso
- Marne Maitland – El Kudnic falso
- Arthur Lovegrove – Bert